# Graham Greene

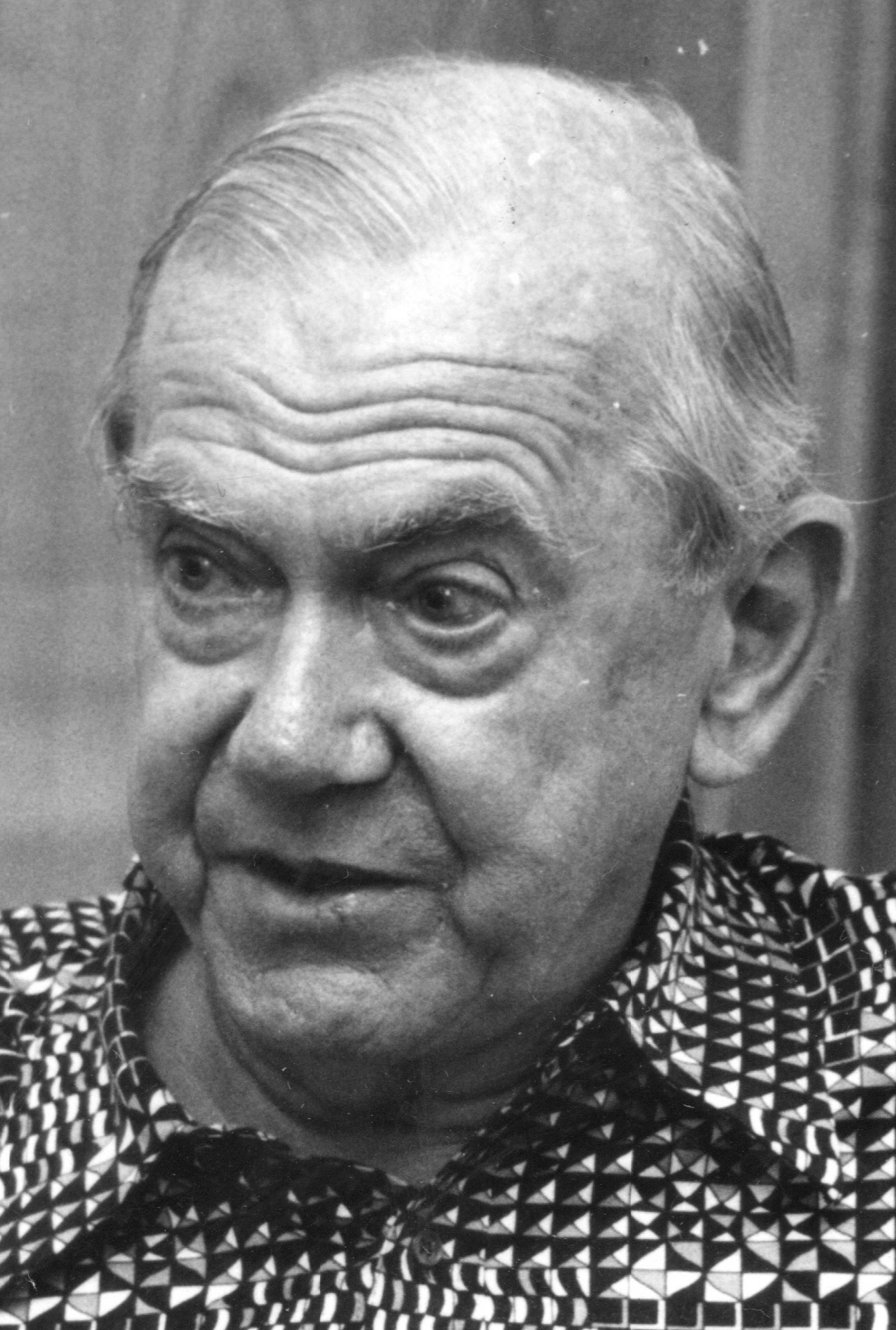
Graham Greene, 1975

Henry Graham Greene (* 2. Oktober 1904 in Berkhamsted, Hertfordshire, Großbritannien; † 3. April 1991 in Vevey, Schweiz) war ein britischer Schriftsteller. Er begann als Journalist und arbeitete dann als Romancier, Dramatiker und Drehbuchautor. Viele seiner Romane, Erzählungen und Theaterstücke wurden verfilmt. Ferner schrieb er Reiseliteratur, Essays und Kinderbücher. Graham Greene gilt als der Autor mit den meisten Nominierungen für den Literaturnobelpreis, bekam ihn jedoch nie.

## Leben

### Herkunft

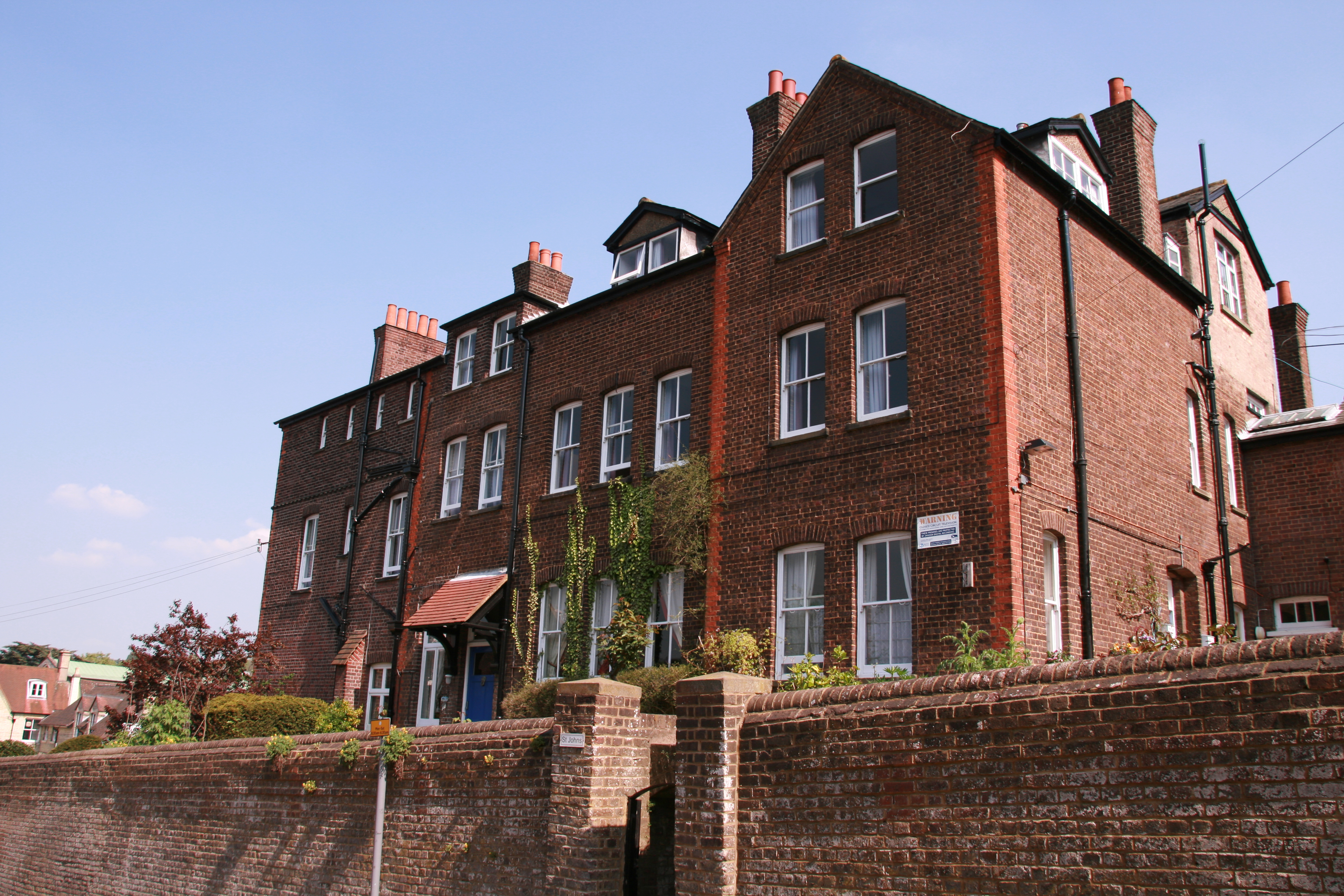
Greenes Geburtshaus in Berkhamsted

Graham Greene war das vierte von sechs Kindern des Lehrers Charles Henry Greene († 1943) und seiner Ehefrau Marian (auch Marion), geborene Raymond († 1959). Die Eltern waren Cousins ersten Grades. Zu ihrer einflussreichen Großfamilie gehörten Bankiers, Politiker und die Besitzer einer Brauerei, der Greene King Brewery in Bury St Edmunds in Suffolk, die Charles Greenes Großvater Benjamin Greene 1799 gegründet hatte. Über seine Mutter war Graham Greene ein Großneffe des Schriftstellers Robert Louis Stevenson.
Der älteste Bruder Raymond († 1982) war Arzt und Bergsteiger. Er nahm an der Expedition zum Mount Everest 1933 teil. Einer der jüngeren Brüder, Hugh Greene (1910–1987), war Journalist und später Generaldirektor der BBC.

### Schulzeit und Studium
Die Schulzeit begann im Jahr 1910 an der Internatsschule in Berkhamsted, deren Schulleiter sein Vater war. Greenes Kindheit war schwierig, weil er in einem Loyalitätskonflikt zwischen seinem Vater und seinen Mitschülern stand. In seiner Autobiografie berichtete Greene später, dass er als Schüler depressiv war und mehrere Suizidversuche unternahm, unter anderem durch Russisches Roulette. 1920 wurde er im Alter von sechzehn Jahren zu einer psychoanalytischen Behandlung nach London geschickt, die sechs Monate dauerte. 1922 war er für kurze Zeit Mitglied der Kommunistischen Partei. Er versuchte damals erfolglos, eine Einladung der Sowjetunion zu erreichen, um dorthin reisen zu können.
Greene studierte Geschichte am Balliol College in Oxford. Ein Gedichtband mit dem Titel Babbling April wurde 1925 als erstes Werk veröffentlicht, aber kaum beachtet.

### Journalismus und Heirat
Nach dem Studium arbeitete Greene vier Jahre lang als Journalist, zunächst beim Nottingham Journal, dann als sub-editor im Redaktionsstab der Tageszeitung The Times.
In Nottingham begann er eine Korrespondenz mit der gleichaltrigen Katholikin Vivien Dayrell-Browning (* 1. August 1904–2003), die ihm geschrieben hatte, um ihn wegen eines falsch dargestellten Aspekts der katholischen Glaubenslehre aufzuklären. Greene war damals Agnostiker, dennoch kamen sich die beiden näher. 1926 konvertierte Greene mit 22 Jahren zur Überraschung seiner anglikanischen Umgebung zum Katholizismus, so dass eine Trauung möglich wurde. Am 15. Oktober 1927 heirateten Graham Greene und Vivien Dayrell-Browning im Londoner Stadtteil Hampstead. Der Ehe entstammen die Tochter Caroline Bourget-Greene (1933 – 2021) und der Sohn Francis Greene (1936 – 2022).

### Leben als Schriftsteller
Im Jahr 1929 veröffentlichte Graham Greene seinen ersten Roman The Man Within. Die positive Resonanz ermutigte ihn, die journalistische Tätigkeit bei der Times zu beenden und von nun an als Romanschriftsteller zu leben. Die beiden nächsten Versuche, The Name of Action (1930) und Rumour at Nightfall (1931), waren Fehlschläge. Der Durchbruch kam 1932 mit dem Roman Stamboul Train (Titel in den USA: Orient Express), der 1934 verfilmt wurde.
Um sein Einkommen aufzubessern, schrieb Greene auch Beiträge für Zeitungen, zum Beispiel Filmkritiken für das Magazin The Spectator, in denen er Alfred Hitchcock verriss. Beim Magazin Night and Day war er Mitherausgeber. Einige Äußerungen über den US-Kinderstar Shirley Temple in seiner Besprechung des Films Wee Willie Winkie (1937) führten zu einem Verleumdungsprozess, der die Zeitschrift Night and Day in den Ruin trieb. Greene war unterdessen nach Mexiko gereist und wartete dort das Ende des Prozesses ab. In dieser Zeit begann seine Leidenschaft für das Reisen. In Mexiko reiften in ihm Ideen für jenen Roman, der oft als sein Meisterwerk bezeichnet wird: Die Kraft und die Herrlichkeit (The Power and the Glory, 1940).
Während des Zweiten Weltkrieges arbeitete Greene von 1942 bis 1943 in einer Sondermission des britischen Auslandsgeheimdienstes für das Außenministerium in Westafrika. In dieser Eigenschaft war er dem Doppelagenten Kim Philby unterstellt. Aus dieser Zeit stammen Greenes präzise Kenntnisse der verborgenen Seiten des Diplomatischen Korps, die er in seinen Romanen genussvoll ironisierend darstellte, etwa in Unser Mann in Havanna (1958).
Er wurde von dem ewigen Gefühl der Langeweile getrieben, dem er entkommen wollte, wie er in seiner Autobiographie Ways of Escape erzählt. Das führte ihn zum Alkohol, der in vielen seiner Romane eine Rolle spielt, so beim „Schnaps-Priester“ in Die Kraft und die Herrlichkeit und in der entscheidenden Szene von Unser Mann in Havanna. Greene reiste in die Krisengebiete seiner Zeit, er stürzte sich in viele Affären und war auch ein häufiger Gast in Bordellen. Das Ehepaar Greene trennte sich 1947 wegen der zahlreichen Affären, blieb aber bis zu seinem Tod verheiratet.
Graham Greene war als Schriftsteller außerordentlich produktiv, außerdem war er ein gefürchteter Verfasser von Leserbriefen. Sein erstes Theaterstück, The Living Room (1953), wurde ein großer Erfolg. Im selben Jahr belegte Giuseppe Kardinal Pizzardo, Sekretär der Kongregation für die Glaubenslehre, den Roman Die Kraft und die Herrlichkeit mit einem Bannspruch. Zeitlebens war Greene ein Kritiker der Amtskirche.
In seinen reifen Jahren wurde Greene zu einem scharfen Kritiker der US-Außenpolitik und unterstützte unter anderem die Politik von Fidel Castro. In dem Roman Der stille Amerikaner (1955) übte er implizit scharfe Kritik an der US-Außenpolitik in Indochina. Das Buch wurde in den USA weithin als antiamerikanisch kritisiert. Zusammen mit anderen US-kritischen Äußerungen Greenes war es Anlass dafür, dass er von den 1950er Jahren bis zu seinem Tod 1991 praktisch durchgehend unter Überwachung durch US-Geheimdienste stand, was erst im Jahr 2002 bekannt wurde.
In dem Roman Die Stunde der Komödianten von 1966 stellte Greene das damals real existierende Terror-Regime der staatlichen paramilitärischen Miliz Tontons Macoutes in Haiti dar und bezeichnete in einer Broschüre François Duvalier, den Diktator von Haiti, als „Folterer“. Daraufhin wurde er von Duvalier mit Verleumdungen verfolgt.
Zu seinem großen Freundeskreis gehörten der Schriftsteller Evelyn Waugh, ein katholischer Konvertit wie Greene selbst, Omar Torrijos, der Präsident von Panama, und der Filmproduzent Alexander Korda. In dem Film Die amerikanische Nacht von François Truffaut (1973) spielte Greene eine stumme Rolle. Zwar war Greene in der Öffentlichkeit über vierzig Jahre lang präsent, sein Privatleben hielt er jedoch möglichst abgeschirmt. Das führte zu der Frage, ob er seine Arbeit für den Geheimdienst wirklich nach dem Zweiten Weltkrieg beendet habe. Im Orientexpress heißt es: „Ein Romanschriftsteller ist so etwas wie ein Spion.“

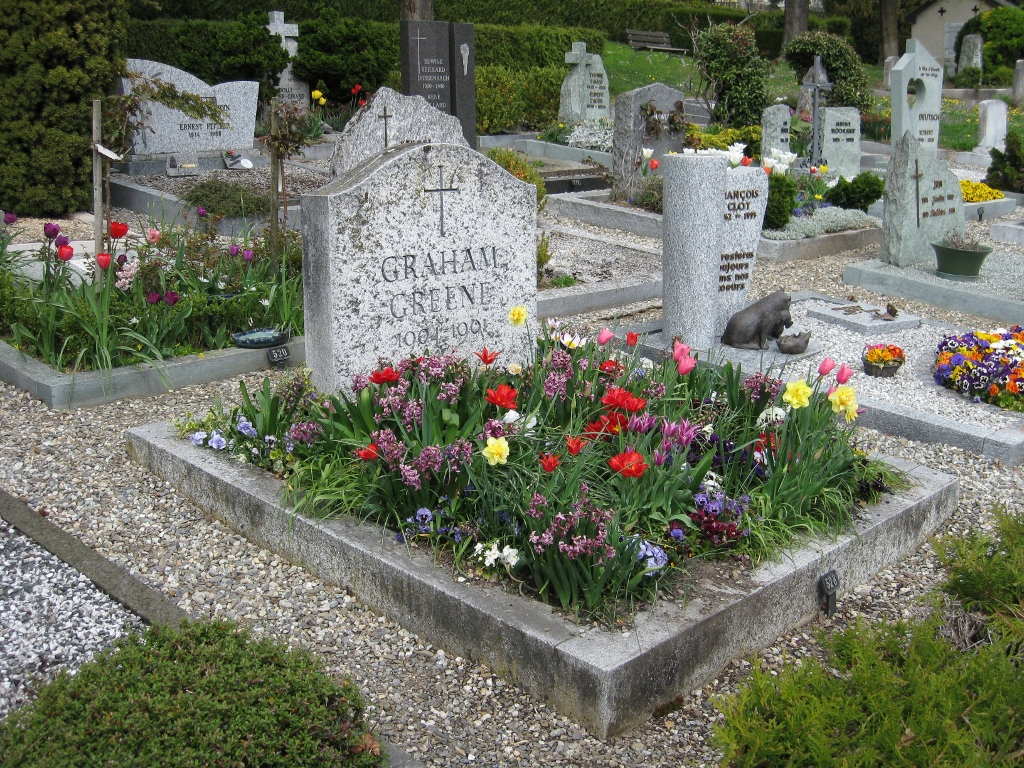
Graham Greenes Grab in Corseaux

Rudolf Walter Leonhardt, der mit Greene persönlich bekannt war, sah in dem britischen Autor vor allem einen Individualisten, der für die Literaturwissenschaft und auch für die Jury des Literaturnobelpreises zu schwer einzuordnen war:

„Ist Graham Greene nicht ‚idealistisch‘ genug (dieses Kriterium kommt ja in Nobels Testament vor)?, nicht moralisch genug (zuviel Whisky und zuviel Sex)?, den Kommunisten zu liberal, den Liberalen zu sehr ‚Sympathisant‘?, den Katholiken zu ketzerisch, den Atheisten zu katholisch?, den intellektuellen Kritikern zu unterhaltend?, den Farbigen zu sehr weißer Mann, den Weißen zu sehr Chamäleon? Gleichviel: Graham Greene hat zwar Millionen von Lesern und Bewunderern in aller Welt, aber er hat keine Lobby einflußreicher Freunde. […] Er ist ein Einzelgänger […], er liebt die Masse Mensch wenig, und auch einzelnen begegnet er eher mit Mißtrauen.“

Bezüglich Gruppen rief Greene denn auch zur Illoyalität auf: „Loyalität verpflichtet dazu, die verbreiteten Meinungen einzunehmen und verbietet, die Dissidenten zu verstehen. Illoyalität ermutigt dich, dir nichts Menschliches fremd sein zu lassen.“
Seinen letzten Lebensabschnitt verbrachte Greene in der Schweiz, in Vevey am Genfersee. Er freundete sich mit Charlie Chaplin an, der ebenfalls in Vevey lebte, und besuchte ihn oft, bis Chaplin 1977 starb. Graham Greene starb 1991 im Alter von 86 Jahren an Leukämie. Sein Grab befindet sich auf dem Friedhof von Corseaux, Kanton Waadt. Seine Frau Vivien starb 2003 in Oxfordshire im Alter von 99 Jahren.

## Zu den Romanen

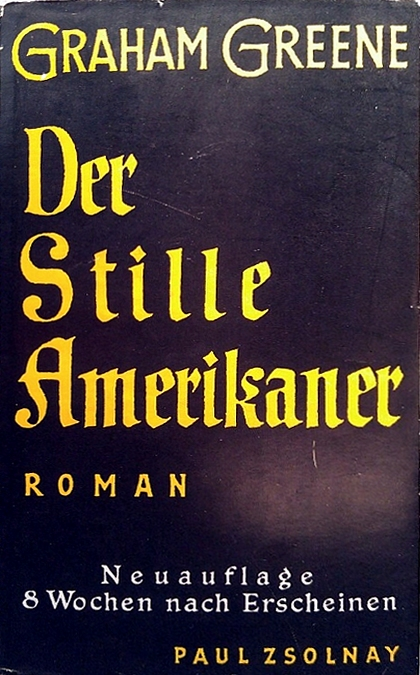
Buchcover der zweiten Auflage von Der stille Amerikaner vom Paul-Zsolnay-Verlag, die 1956 bereits acht Wochen nach der Erstausgabe erschien – die erste Auflage war folglich ausverkauft.

Greene selbst unterteilte seine Werke lange in novels (die ernsten Romane wie Schlachtfeld des Lebens, 1934) und entertainments (die Unterhaltungsromane wie Jagd im Nebel, 1939), gab diese Unterscheidung aber später auf. Die weltweite Beliebtheit von Greenes Romanen zeigt sich auch darin, dass fast alle Romane verfilmt wurden, manche auch mehrfach. Einige Romane fanden in Deutschland große Verbreitung, als sie in den 1950er Jahren als preiswerte Taschenbücher im Rowohlt-Verlag herauskamen.

### Einflüsse
Die Schriftstellerin Marjorie Bowen und deren Werk The Viper of Milan (1906), das Graham Greene im Alter von vierzehn Jahren gelesen hatte, nannte er selbst als auslösenden Impuls für den Beginn seines Schreibens: „From that moment I began to write.“ Er war außerdem begeistert von Joseph Conrad, aber auch von Spionageromanen von John Buchan (Die 39 Stufen). In seiner Autobiografie Ways of Escape hat Greene weitere Schriftsteller genannt, die ihn zu Beginn beeinflusst haben, vor allem T. S. Eliot und Herbert Read. Eine geringere Bedeutung hatten James Joyce und Ezra Pound.
Für die spätere Entwicklung als Schriftsteller war neben seinem Großonkel Robert Louis Stevenson auch Henry James wichtig, über den Greene schrieb: „Mit dem Tod von Henry James verlor der englische Roman sein religiöses Gefühl, und mit dem religiösen Gefühl verlor er das Gefühl für die Wichtigkeit menschlicher Handlungen. Es war, als ob die englische Literatur eine Dimension verloren hätte.“
Vor allem nach dem Erscheinen des Romans The End of the Affair (1951) hat die Literaturkritik eine Beziehung zum Renouveau catholique hergestellt, einer von Frankreich ausgehenden literarisch-philosophischen Bewegung. Genannt werden vor allem Einflüsse durch Georges Bernanos, aber auch durch François Mauriac, Julien Green und Léon Bloy. Beispielsweise verwendet Graham Greene zur Themenbeschreibung des Romans The End of the Affair ein Zitat von Léon Bloy.

### Themen
Seine zum Teil außerordentlich erfolgreichen Romane thematisieren immer wiederkehrend zentrale Punkte der human condition wie Schuld, (Un-)Glaube und Verrat im äußeren Gewand von Abenteuergeschichte, spy story und Krimi. Greene war unter anderem ein vehementer Kritiker des Kolonialismus und seiner Auswüchse.
Besonders in seinen frühen Romanen herrscht eine schäbige, triste Atmosphäre, in der die Menschen Erlösung suchen (bis Ein ausgebrannter Fall, 1960). Im englischen Sprachgebrauch etablierte sich für diese Atmosphäre der Begriff Greeneland. In seinen späteren Romanen, etwa ab Die Reisen mit meiner Tante (1969), verband er seine traditionellen Themen wie Religion und Verbrechen zunehmend mit einem Sinn für schwarzen Humor (wie in Dr. Fischer aus Genf oder Die Bombenparty).

## Auszeichnungen
Graham Greene gilt als der Autor mit den meisten Nominierungen für den Literaturnobelpreis. Er bekam ihn nie, erhielt jedoch folgende Auszeichnungen:
- 1941: Hawthornden-Preis für The Power and the Glory (dt. Die Kraft und die Herrlichkeit)
- 1948: James Tait Black Memorial Prize für The Heart of the Matter
- 1966: Companion of Honour[16]
- 1967: Ritter der Ehrenlegion
- 1968: Shakespeare-Preis
- 1976: Grand Master Award der Mystery Writers of America
- 1978: Grand Master der Schwedischen Krimiakademie (Svenska Deckarakademin)
- 1981: Jerusalempreis für die Freiheit des Individuums in der Gesellschaft
- 1986: Order of Merit[16]

Ferner war er 1950 für seine Arbeit an dem Film Kleines Herz in Not, eine Verfilmung seines eigenen Stoffes, für den Oscar in der Kategorie Bestes adaptiertes Drehbuch nominiert. Das National Board of Review zeichnete ihn 1949 für dieselbe Produktion mit einem Preis für das beste Drehbuch aus.

## Werke

### Romane
- 1929 The Man Within
  - Zwiespalt der Seele, dt. von Walther Puchwein; Zsolnay, Hamburg 1952.
  - Neuübersetzung: Zwiespalt der Seele, dt. von Marion Zerbst; Zsolnay, Darmstadt/Wien 1990. ISBN 3-552-04134-6
- 1930 The Name of Action (Novelle – von Greene nicht anerkannt)
- 1931  Rumour At Nightfall (Novelle – von Greene nicht anerkannt)
- 1932 Stamboul Train (US-Titel Orient Express, 1933)
  - Orientexpress, dt. von J. Lesser; Zsolnay, Wien, Hamburg 1950.
  - Neuübersetzung: Orient-Express, dt. von Gerhard Beckmann; Zsolnay, Darmstadt/Wien 1990. ISBN 3-552-04135-4
- 1934 It’s a Battlefield
  - Schlachtfeld des Lebens, dt. von Walther Puchwein; Zsolnay, Wien 1952.
  - Neuübersetzung: Das Schlachtfeld des Lebens, dt. von Gerhard Beckmann; Zsolnay, Darmstadt/Wien 1989. ISBN 3-552-04136-2
- 1935 The Bear Fell Free
- 1935 England Made Me (US-Titel The Shipwrecked, 1953)
  - Ein Sohn Englands, dt. von Walther Puchwein; Zsolnay, Wien 1952.
  - Neuübersetzung: Ein Sohn Englands, dt. von Gerhard Beckmann; Zsolnay, Darmstadt/Wien 1989. ISBN 3-552-04137-0
- 1936 A Gun for Sale. An Entertainment
  - Das Attentat, dt. von H. B. Kranz; Zsolnay, Wien 1951.
  - Neuübersetzung: Das Attentat, dt. von Klaus Kamberger; Zsolnay, Darmstadt/Wien 1993. ISBN 3-423-11717-6
- 1938 Brighton Rock
  - Brighton Rock, dt. von Magda H. Larsen; Zsolnay, Berlin, Wien, Leipzig 1948.
  - auch als: Am Abgrund des Lebens, gleiche Übersetzung; Rowohlt, Hamburg 1950.
  - Neuübersetzung: Am Abgrund des Lebens, dt. von Barbara Rojahn-Deyk, bearbeitet von Fanny Esterhàzy; Zsolnay, Wien 1994. ISBN 3-552-04430-2
- 1939 The Confidential Agent
  - Jagd im Nebel, dt. von Edmund Th. Kauer; Zsolnay, Hamburg 1951.
  - Neuübersetzung: Jagd im Nebel, dt. von Christian Spiel; Zsolnay, Wien 1994. ISBN 3-552-04604-6
- 1940 The Power and the GloryDeutsche Erstausgabe Die Kraft und die Herrlichkeit von 1947
  - Die Kraft und die Herrlichkeit
- 1943 The Ministry of Fear

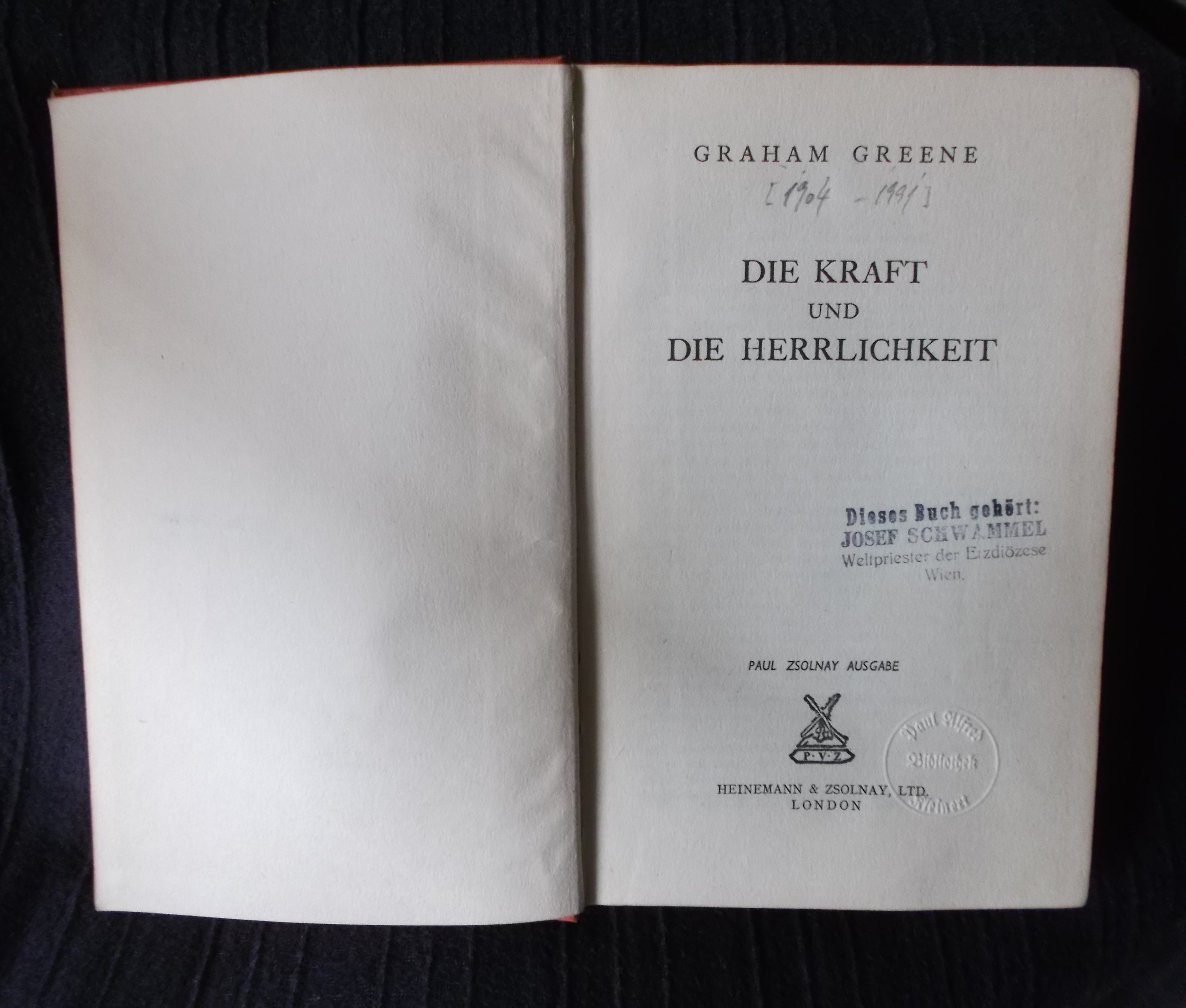
Deutsche Erstausgabe Die Kraft und die Herrlichkeit von 1947

  - Zentrum des Schreckens, dt. von Walther Puchwein; Zsolnay, Wien 1952.
- 1948 The Heart of the Matter
  - Das Herz aller Dinge
- 1950 The Third Man
  - Der dritte Mann
- 1951 The End of the Affair
  - Das Ende einer Affäre
- 1955 Loser Takes All
  - Heirate nie in Monte Carlo, dt. von Ernst Laue; Zsolnay, Wien 1955.
- 1955 The Quiet American
  - Der stille Amerikaner
- 1958 Our Man in Havana
  - Unser Mann in Havanna
- 1960 A Burnt-Out Case
  - Ein ausgebrannter Fall, dt. von Lida Winiewicz; Zsolnay, Hamburg 1961.
  - Neuübersetzung: Ein ausgebrannter Fall, dt. von Dietlind Kaiser; Zsolnay, Wien 1997. ISBN 3-552-04828-6
- 1966 The Comedians
  - Die Stunde der Komödianten, dt. von Hilde Spiel; Zsolnay, Wien 1966.
- 1969 Travels With My Aunt
  - Reisen mit meiner Tante, dt. von Maria Felsenreich und Hans W. Polak; Zsolnay, Wien 1970.
  - Neuübersetzung: Reisen mit meiner Tante, dt. von Brigitte Hilzensauer; Zsolnay, Wien 2000. ISBN 3-552-04978-9
- 1973 The Honorary Consul
  - Der Honorarkonsul
- 1978 The Human Factor
  - Der menschliche Faktor, dt. von Luise Wasserthal-Zuccari und Hans W. Polak; Zsolnay, Hamburg/Wien 1978. ISBN 3-552-03013-1
  - Neuübersetzung: Der menschliche Faktor, dt. von Ilse Walter; Zsolnay, Wien 2003. ISBN 3-552-05276-3
- 1980 Doctor Fischer of Geneva or The Bomb Party
  - Dr. Fischer aus Genf oder Die Bomben-Party, dt. von Peter Michael u. Hans W. Polak; Zsolnay, Wien 1980. ISBN 3-552-03223-1
- 1982 Monsignor Quixote
  - Monsignore Quijote, dt. von Gertie Polak u. Hans W. Polak; Zsolnay, Hamburg/Wien 1982. ISBN 3-552-03425-0
- 1985 The Tenth Man (geschrieben bereits 1944)
  - Der zehnte Mann, dt. von Alexandra Auer und Hans W. Polak; Zsolnay, Hamburg/Wien 1985. ISBN 3-552-03706-3
- 1988 The Captain and the Enemy
  - Ein Mann mit vielen Namen, dt. von Monika Blaich; Zsolnay, Wien 1988. ISBN 3-552-04020-X

### Erzählungen
- 1929 The End of the Party (Kurzgeschichte)
  - Spiel im Dunkeln, dt. von Walther Puchwein; Benziger, Köln 1950.
- 1954 The Destructors (Kurzgeschichte)
- 1963 A Sense of Reality (enthält die Erzählungen Under the Garden, A Visit to Morin, Dream of a Strange Land, A Discovery in the Woods)
  - Unter dem Garten, dt. von Walther Puchwein; Zsolnay, Wien 1963.
- 1967 May We Borrow Your Husband? (enthält die Erzählungen May We Borrow Your Husband?, Beauty, Chagrin in Three Parts, The Over-night Bag,[17] Mortmain, Cheap in August, A Shocking Accident, The Invisible Japanese Gentlemen, Awful When You Think of It, Doctor Crombie, The Root of All Evil, Two Gentle People)
  - Leihen Sie uns Ihren Mann? – Komödien der Erotik, dt. von Hilde Spiel und Walther Puchwein; Zsolnay, Wien/Hamburg 1967.
- 1990 The Last Word and Other Stories (enthält die Erzählungen The Last Word, The News in English, The Moment of Truth, The Man Who Stole the Eiffel Tower, The Lieutenant Died Last, A Branch of the Service, An Old Man’s Memory, The Lottery Ticket, The New House, Work Not in Progress, Murder for the Wrong Reason, An Appointment With the General)
  - Der Mann, der den Eiffelturm stahl und andere Erzählungen, dt. von Monika Seeger; Zsolnay, Wien 1993. ISBN 3-552-04404-3

### Bühnenstücke
- 1953 The Great Jowett (Hörspiel)
- 1953 The Living Room – Uraufführung: Dramaten, Stockholm; 31. Oktober 1952
  - Der letzte Raum, dt. von Alex Cornelius; Deutschsprachige Erstaufführung: Städtische Bühnen Dortmund; 14. April 1953
- 1957 The Potting Shed – Uraufführung: Bijou Theatre, New York; 29. Januar 1957
  - Das Geheimnis, dt. von Peter Sandberg – Deutschsprachige Erstaufführung: Theater in der Josefstadt, Wien; 29. September 1957
- 1959 The Complaisant Lover – Erstaufführung: Globe Theatre, London; 18. Juni 1959
  - Der verbindliche Liebhaber, dt. von Erich Fried – Deutschsprachige Erstaufführung: Renaissancetheater, Berlin; 11. November 1959
- 1964 Carving a Statue – Uraufführung: Haymarket Theatre, London; 17. September 1964
  - Das Ebenbild, dt. von Peter von Wiese – Deutschsprachige Erstaufführung: Städtische Bühnen Bielefeld, 20. April 1969
- 1975 The Return of A.J.Raffles – Uraufführung: Royal Shakespeare Company, London; 10. Dezember 1975
  - Raffles Rückkehr, dt. von Tatjana Sais und Hugh Green – unaufgeführt
- 1980 For Whom the Bell Chimes – Uraufführung: Haymarket Studio Theatre, Leicester; 20. März 1980
  - Die Stunde hat geschlagen, dt. von Alex Cornelius – unaufgeführt

### Autobiografisches
- 1958
  - Vom Paradox des Christentums. Mit einem Geleitwort von Gertrud von le Fort, (Herder-Bücherei Bd. 31), Herder, Freiburg im Breisgau 1958.
- 1971 A Sort of Life
  - Eine Art Leben, dt. von Maria Felsenreich, Hans W. Polak, Hanna Lux, Ida Koch-Löpringen; Zsolnay, Hamburg/Wien 1971.
  - Neuübersetzung: Eine Art Leben, dt. von Dieter Hildebrandt; Zsolnay, Wien 2004. ISBN 3-552-05311-5
- 1980 Ways of Escape
  - Fluchtwege, dt. von Ursula Dülberg und Hans W. Polak; Zsolnay, Hamburg/Wien 1981. ISBN 3-552-03326-2
- 1984 Getting to Know the General. The Story of an Involvement
  - Mein Freund, der General. Geschichte eines Engagements, dt. von Werner Richter; Zsolnay, Hamburg/Wien 1984. ISBN 3-552-03622-9
- 1992 A World of My Own: A Dream Diary
  - In meiner eigenen Welt: ein Traumjournal, dt. von Joachim Kalka; Steidl, Göttingen 1995. ISBN 3-88243-342-6

### Kinderbücher
- 1946 The Little Train (mit Illustrationen von Dorothy Craigie)
  - Die kleine Lok: Für große und kleine Leute erzählt, dt. von Alexandra Auer und Ilse Walter; Rauch, Düsseldorf 1953.
- 1950 The Little Fire Engine (mit Illustrationen von Dorothy Craigie)
  - Die kleine Feuerspritze, dt. von Alexandra Auer und Ilse Walter; Rauch, Düsseldorf 1954.
- 1952 The Little Horse Bus (mit Illustrationen von Dorothy Craigie)
  - Der kleine Pferdebus; dt. von Ilse Walter; Rauch, Düsseldorf 1955.
- 1955 The Little Steamroller (mit Illustrationen von Dorothy Craigie)
  - Die kleine Dampfwalze, dt. von Ilse Walter; Zsolnay; Wien 1975. ISBN 3-552-02724-6

### Lyrik
- 1925 Babbling April
- 1983 A Quick Look Behind

### Reiseliteratur
- 1936 Journey without Maps
  - Der Weg nach Afrika, dt. von Richard Moehring; Die Arche, Zürich, 1950.
  - Reise ohne Landkarten, dt. von Michael Kleeberg; Liebeskind, München, 2015
- 1939 The Lawless Roads
  - Gesetzlose Straßen: Aufzeichnungen aus Mexiko, dt. von Hubert Greifeneder; Herder, Wien 1949.
- 1961 In Search of a Character: Two African Journals
  - Afrikanisches Tagebuch, dt. von Heinrich Bohn; Zsolnay, Wien/Hamburg 1963.
- 1990 A Weed Among the Flowers

### Drehbücher
- 1937: The Future’s in the Air
- 1940: The New Britain
- 1940: 21 Days (nach dem Roman The First and The Last von John Galsworthy)
- 1947: Brighton Rock
- 1948: Kleines Herz in Not (The Fallen Idol)
- 1949: Der dritte Mann (The Third Man) – der gleichnamige Roman wurde 1950 vollendet
- 1956: Heirate nie in Monaco (Loser Takes All)
- 1957: Die heilige Johanna (Saint Joan; nach dem Bühnenstück Saint Joan von George Bernard Shaw)
- 1959: Unser Mann in Havanna (Our Man in Havana)
- 1967 Die Stunde der Komödianten (The Comedians)

### Sonstiges
- 1932 The Old School: Essays by Divers Hands (Essays)
- 1942 British Dramatists
- 1948 Why Do I Write? An Exchange of Views between Elizabeth Bowen, Graham Greene and V.S. Pritchett
- 1951 The Lost Childhood and Other Essays
  - Die verlorene Kindheit, dt. von Oswalt von Nostitz; Zürich 1953.
- 1957 The Spy’s Bedside Book (herausgegeben zusammen mit Hugh Greene)
- 1969 Einleitung zu My Silent War von Kim Philby
- 1969 Collected Essays
- 1974 Lord Rochester’s Monkey. Being the Life of John Wilmot, Second Earl of Rochester (Biographie).
  - Lord Rochesters Affe. Das ausschweifende Leben des genialen Trunkenbolds und Hurenhaus-Poeten, dt. von Inge Resch und Brigitte Burger (Text), Hermann Buchner (Gedichte); Zsolnay, Wien 1974. ISBN 3-552-02818-8
- 1975 An Impossible Woman: The Memories of Dottoressa Moor of Capri (Herausgeber)
- 1980 The Pleasure-Dome: The Collected Film Criticism, 1935–40
- 1982 J'Accuse: The Dark Side of Nice
  - Ich klage an, dt. von Maria Gridling; Zsolnay, Wien/Hamburg 1982. ISBN 3-552-03440-4
- 1989 Yours, etc.: Letters to the Press
- 1989 Why the Epigraph?
- 1991 Reflections
- 1993 The Graham Greene Film Reader: Reviews, Essays, Interviews and Film Stories
- 2006 Articles of Faith: The Collected Tablet Journalism of Graham Greene
- 2007 Graham Greene: A Life in Letters (herausgegeben von Richard Greene)

## Verfilmungen
Graham Greene ist einer der meistverfilmten Schriftsteller des 20. Jahrhunderts. Die meisten seiner Romane wurden verfilmt, außerdem viele seiner Theaterstücke und Kurzgeschichten. In der Internet Movie Database sind 66 Filme im Zeitraum 1934 bis 2010 verzeichnet, die auf Werken von Greene beruhen.
- 1940: 21 Days – Regie: Basil Dean – mit Vivien Leigh & Laurence Olivier
- 1941: Die Narbenhand (This Gun for Hire) – Vorlage: Roman A Gun for Sale – Regie: Frank Tuttle
- 1944: Ministerium der Angst (Ministry of Fear) – Regie: Fritz Lang
- 1945: Jagd im Nebel (Confidential Agent) – Regie: Herman Shumlin
- 1947: Befehl des Gewissens (The Fugitive) – nach dem Roman Die Kraft und die Herrlichkeit – Regie: John Ford
- 1947: Brighton Rock – Regie: John Boulting
- 1947: Piratenliebe (The Man Within) – Regie: Bernard Knowles
- 1948: Kleines Herz in Not (The Fallen Idol) – Vorlage: Erzählung The Basement Room – Regie: Carol Reed
- 1949: Der dritte Mann (The Third Man) – Regie: Carol Reed (der gleichnamige Roman wurde erst im folgenden Jahr ausgearbeitet)
- 1953: Das Herz aller Dinge (The Heart of the Matter) – nach dem gleichnamigen Roman – Regie: George More O’Ferrall
- 1955: Das Ende einer Affaire (The End of the Affair) – Regie: Edward Dmytryk
- 1956: Heirate nie in Monte Carlo (Loser Takes All) – Regie: Ken Annakin
- 1957: Die Brücke der Vergeltung (Across the Bridge) – Regie: Ken Annakin
- 1957: Die heilige Johanna (Saint Joan) – Drehbuch von Greene nach dem Bühnenstück von George Bernard Shaw – Regie: Otto Preminger
- 1957: Mit dem Satan auf Du (Short Cut to Hell) – Vorlage: Roman A Gun for Sale – Regie: James Cagney
- 1957: Vier Pfeifen Opium (The Quiet American) – nach dem Roman Der stille Amerikaner – Regie: Joseph L. Mankiewicz
- 1959: Unser Mann in Havanna (Our Man in Havanna) – Regie: Carol Reed
- 1961: Die Kraft und die Herrlichkeit (The Power and the Glory) – Regie: Marc Daniels
- 1967: Die Stunde der Komödianten (The Comedians) – Regie: Peter Glenville
- 1972: Reisen mit meiner Tante (Travels with My Aunt) – Regie: George Cukor
- 1973: England Made Me – Regie: Peter Duffell
- 1979: Der menschliche Faktor (The Human Factor) – Regie: Otto Preminger
- 1982: Der Honorarkonsul (The Honorary Consul) – Regie: John Mackenzie
- 1985: Monsignore Quixote (Monsignor Quixote) – Regie: Christopher Neame, Musik: Richard Rodney Bennett – mit Alec Guinness
- 1985: Dr. Fischer aus Genf (Dr. Fischer of Geneva) – Regie: Michael Lindsay-Hogg – mit James Mason
- 1986: Leihen Sie uns ihren Mann? (May we Borrough Your Husband?) – Regie: Bob Mahoney
- 1988: Der 10. Mann (The Tenth Man) – Regie: Jack Gold – mit Anthony Hopkins
- 1989: Liebesroulette (Money Talks) – Vorlage: Roman Heirate nie in Monte Carlo – Regie: James Scott
- 1990: Eine Falle für den Killer (This Gun for Hire) – Vorlage: Roman A Gun for Sale – Regie: Lou Antonio
- 1999: Das Ende einer Affäre (The End of the Affair) – Regie: Neil Jordan – mit Julianne Moore und Ralph Fiennes
- 2000: Die doppelte Nummer (Double Take) – Regie: George Gallo
- 2002: Der stille Amerikaner (The Quiet American) – Regie: Phillip Noyce – mit Michael Caine und Brendan Fraser
- 2010: Brighton Rock (Brighton Rock) – Regie: Rowan Joffé